# カンポ・エリアス・デルガード
カンポ・エリアス・デルガード（Campo Elías Delgado, 1934年5月14日 - 1986年12月4日）は、コロンビア人のスプリー・キラーである。1986年12月4日、ボゴタにて29人を殺害、12人以上を負傷させた後、警官隊によって射殺された。ただし、一部の被害者は警官隊によるウージー短機関銃での銃撃に巻き込まれたとも言われている。

## 経歴
1934年、コロンビアのチナコタに生を受ける。彼には姉がいたが、兄弟仲は決して良いものではなかった。1941年には父が自殺し、以後は母の元で育てられた。青年期のデルガードは医学を専攻する優秀な学生であった。
デルガードは2度結婚しており、アルゼンチンに2人の子供がいた。1970年、彼は既に若くはなかったものの、アメリカ軍に入隊してベトナム戦争に従軍した。友人たちの話によれば、ベトナムでの経験が彼の性格を反社会的かつ冷酷なものにしたのだという。ニューヨークでしばらく浮浪者として過ごした後、ボゴタへと移った。ボゴタでは英語塾で教師として働く傍ら、ハベリアナ大学(Universidad Javeriana)の大学院課程を履修していた。この頃には母親との関係も険悪なものとなっていた。

## 殺人事件

### 犯行の準備
1986年12月3日昼、デルガードはボゴタ銀行にて自分の口座を解約し、預金49,896.93ドル全てを引き出した。窓口係が端数を処理して49,896.50ドルを渡した時、デルガードは残りの43セントまできちんと渡すようにと求めたという。同日午後あるいは翌日朝、デルガードは.32口径回転式拳銃と500発の銃弾を購入した。

### アパート
1986年12月4日14時00分頃、デルガードは118番通り40-11番地(Calle 118 No. 40-11)にあるアパートに向かい、304号室を訪れた。304号室にはデルガードが英語塾で教えていた14歳のクラウディア・リンコン(Claudia Rincón)、11歳の弟ユリオ・エドゥアルト(Julio Eduardo)、母親ノラ・ベセラ・デ・リンコン(Nora Becerra de Rincón)、祖母らが暮らしていたが、デルガードが訪れた時にはクラウディアとノラ・ベセラの2人しかいなかった。デルガードはノラ・ベセラに猿轡と手錠をかけ、リビングルームのソファの上に寝かせるとナイフで4度刺突して彼女を殺害した。さらにクラウディアにも猿轡をかませて手足を拘束し、ベッドの上で22回刺突して殺害した。2人の遺体は翌日になってからユリオ・エドゥアルトによって発見された。
16時00分、デルガードは母と共に暮らしている52番通り7番(Carrera 7, Calle 52)のアパートに戻る。17時30分頃、激しい口論の末、背後からナイフで首を突き刺し母親を殺害し、死体を新聞で包んでからガソリンを撒いて火を放った。そしてデルガードは5つの弾薬箱、ナイフ、拳銃を収めたブリーフケースを手に取ると、「火事だ！火事だ！」と叫びながら部屋を出た。彼は下階の301号室に向かうと消防署に通報する為に電話を借りたいと頼み、扉が開かれた途端に301号室の住人である学生イネス・ゴルディ・ガラット(Inés Gordi Galat)とネルシー・パトリシア・コルテス(Nelsy Patricia Cortés)の2人をそれぞれ頭に1発ずつ銃撃を加えて殺害した。さらに銃声に驚いて部屋から出てきた302号室の住人グロリア・イザベル・アグデロ・レオン(Gloria Isabel Agudelo León)にも同じように頭に1発の銃撃を加えて殺害した。
1階まで降りたデルガードは101号室で再び消防車を呼びたいと言って扉を開けさせた。中には4人の女性がおり、その内ベルタ・ゴメス(Berta Gómez)のみ窓から庭へ飛び出して難を逃れたが、学生マチルデ・ロシオ・ゴンザレス(Matilde Rocío González)、メルセデス・ガンボア(Mercedes Gamboa)、マリア・クラウディア・ベルムデス・ドゥラン(María Claudia Bermúdez Durán)の3人は射殺された。ゴンザレスは電話の受話器を取ったまま死亡していた。ゴンザレスとガンボアは即死で、マリア・ベルムデスはサン・フアンの病院に運び込まれて数時間後に死亡した。
アパートを出たデルガードは近くに掲示されていた舞台劇『血の婚礼』（Bodas de Sangre）のポスターをしばらく眺めていたという。その頃、ベルタ・ゴメスは警邏中だった警察官を見つけて助けを求めたが、その警察官は4階に火の手が上がっているのを見て「これは消防の仕事だ」と言い彼女を助けようとしなかった。
その後、デルガードは5年来の友人だったカストロの自宅を訪れた。彼は非常に興奮した様子で15分ほど留まっていた。普段のデルガードは口数が少なかったが、この日は絶え間なくしゃべり続けていたという。彼はまた、中国かアメリカに行く片道旅券を買うつもりなので別れの挨拶をしに来たのだと語っていたという。
18時45分、デルガードはカストロの家を出てチャピネロ地区にあった行き付けのイタリアン・レストラン『ピザーラ・ポッツェット』(Pizzería Pozzetto)に向かい、この途中に狩猟用ナイフを捨てた。この時点で警察当局および報道機関は、街中でアパートの殺人事件の容疑者を探していた。

### ピザーラ・ポッツェット
19時15分、デルガードはレストランに到着し、ウェイターに挨拶をして、赤ワインのハーフボトルとミートソース・スパゲッティを注文した。この時、デルガードが食事中に何度もトイレへ立っていたのをウェイターが覚えていた。スパゲッティを食べ終えたデルガードは、アメリカの雑誌を読みながらスクリュー・ドライバーを2杯注文した後、支払いを行った。それからさらに3杯目にウォッカを飲み、19時45分頃にはバーで4杯目を飲んだ。
21時15分頃、デルガードは店内で銃を乱射し始めた。32人が銃撃され、20人が致命傷を負った。警察が到着したのはその10分後であった。彼は標的を1人ずつ隅に追い詰めて至近距離で頭を撃ち、それから次の標的を探していた。デルガード自身は子供は殺さないと決めていたが、銃が暴発した際に隣のテーブルにいた6歳の少女が死亡している。警官隊到着後、およそ1分間の銃撃戦の末、デルガードは死亡した。彼は警官隊にこめかみを撃たれて死亡したとされるが、一方で自殺したのだとも言われている。その後の捜査を経て、警察では彼がピストルに弾を装填している時に警察官に銃撃され死亡したのだと発表した。

## 大衆文化
2002年、コロンビア人作家マリオ・メンドーサ・サンプラーノはデルガードの事件を題材とした小説『Satanás』を発表した。同書はベストセラーとなり、いくつかの国際的な賞も受賞している。2007年には『ある殺人者の記録』（原題：Satanás）として映画化された。